# Антін Харченко
Антін Ха́рченко (ім'я при народженні Харченко-Мінін Антон Іва́нович; нар. 5 серпня 1887, с. Шамраївка Велико-Половецького повіту (нині Сквирська міська громада) Київщини — пом. не раніше 1937) — кооператор і журналіст, перекладач, редактор журналу «Кооперативна зоря», який видавався «Дніпросоюзом».

## Загальні відомості
1918—1920 — працював редактором журналу «Кооперативна зоря», що видавався «Дніпросоюзом».
1921 — еміграція до Польщі з перебуванням у Парижі й Берліні.
1923, червень — повернення до Києва (як зміновіхівця). Працює в «Книгоспілці» та «Вукопспілці».
1930 — разом з Миколою Зеровим працював над стилістичною редакцію другого тому творів Миколи Гоголя «Миргород» (Книгоспілка).
Був редактором видавництва Література і мистецтво (ЛіМ).
Працював у Всенародній бібліотеці України, звідки був звільнений 1936 року. Згодом працював перекладачем у Держлітвидаві.
1 листопада 1936 року був заарештований. 17 квітня 1937 року Судово-наглядова колегія Верховного суду СРСР замінила розстріл на 10 років плюс п'ять з конфіскацією.

## Особисті дані
Дружина Наталя Іванівна (Красицька), двоюрідна сестра дружини поета Олекси Влизька.
Проживав у Києві за адресою: Круглоуніверситетська, 3 а, пом. 4.

## Роботи
- Вінок Павлу Вікторову: Поезії, музика, статті, біографія, спомини / Упорядкував і зредагував А. Харченко. — К.: Дніпросоюз, 1920